# ジャン＝イブ・クーンデ
ジャン＝イブ・クーンデ（Jean-Yves Cuendet、1970年2月20日 - ）は、1990年代に活躍したスイスのノルディック複合選手である。1994年1994年リレハンメルオリンピックの3x10km団体（ヒッポリト・ケンプ、アンドレアス・シャード）で銅メダルを獲得した。
ノルディックスキー世界選手権では1995年大会の4x5km団体で銅メダルを獲得している。